# Spaccato (araldica)
Spaccato è un termine utilizzato in araldica per indicare un monte, bomba, granata, scoppiati; melagrana, popone, aperti. Inoltre, molti araldisti utilizzano il termine spaccato in luogo di troncato, per indicare la partizione che divide uno scudo in due parti uguali con una linea orizzontale: in tal caso, questo termine è di solito posto all'inizio della blasonatura.